# Utetheisa umata
Utetheisa umata là một loài bướm đêm thuộc phân họ Arctiinae, họ Erebidae.